# Удж-бей

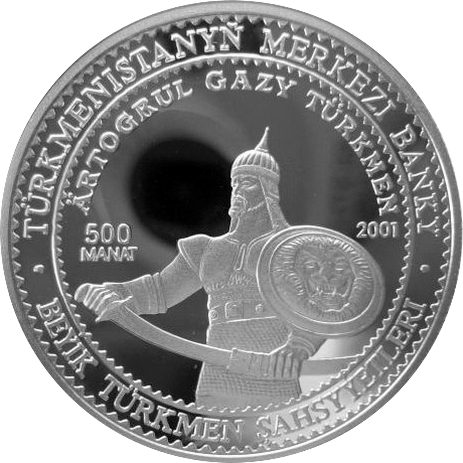
Изображение первого османского удж-бея Эртогрула. Туркменистан

Удж-бей (тур. uc-bey) — тюркский военачальник, повелитель одного уджа (тур. اوج;: букв. «верх, край»), который ему обычно выделяло центральное правительство Конийского султаната, надеясь таким образом удалить чересчур воинственные элементы от столицы во избежание угрозы госпереворота.
Удж-беи, их воины гази, а также мусульманские проповедники дервиши ставили своей целью расширение территории уджа за счёт христианских земель Византии и её пограничных участков акронов (άκρον), которые защищали акриты.
М. Ф. Кёпрюлю не случайно проводит параллели между удж-беями и маркграфами («пограничными сеньорами») в странах Западной и Северной Европы средних веков. Причём сходство не ограничивается лишь феодальными титулами. Иранский аналог удж-бея называется марзбан (марз — граница, бан — охраняющий), а сам термин удж-бей фактически является калькой этого персидского слова.

## В Османской империи
После ослабления центральной сельджукской власти в Конье удж-беи фактически стали хозяевами на местах и, пользуясь постоянным притоком кочевых тюрок из Средней Азии, начали самоличную войну с Византией, в ходе которой уджи превратились в бейлики. Ни Никея, ни затем Константинополь ничего не могли с этим поделать, так как сельджуки и греки номинально не были в состоянии войны.
Особенно успешно действовали османские удж-беи Сёгюта. Институт удж-бейства сохранялся в Османской империи вплоть до начала XIX века. Удж-беи играли важнейшую роль в покорении Вифинии, затем Румелии. Удж-бей был наделён правом взимать и вносить султанскую казну налоги со всего населения уджа, в первую очередь с иноверцев. Несколько кочевых племён уджа иногда объединялись и создавали иль — племенной союз, во главе которого стоял иль-баши, избираемый из наиболее крупных и влиятельных удж-беев. Иль-баши брал на себя роль главного военного предводителя. По приказу султана именно он собирал в случае необходимости племенное ополчение.
Кроме того, из высших государственных сановников султан выбирал удж-эмиров, которые в свою очередь были начальниками над удж-беями. Среди самых известных удж-беев выделялись Гази Эвренос, покоритель таких областей, как Фракия и Македония; Игит-бей — покорил Скопье (1392); Турахан-бей — покоритель области Фессалия и Исхак-бей — покоритель области Босна. Выражая номинальную верность султану, удж-беи получали в собственность большие наделы, становились «хозяевами жизни» на местах и часто создавали там свои «династии».